# Leonardo Uehara
Pour les articles homonymes, voir Uehara.
Leonardo Uehara La Serna, né à Pucallpa le 8 juin 1974, est un footballeur péruvien d'origine japonaise qui jouait au poste de milieu de terrain.

## Biographie
Leonardo Uehara se fait connaître dans les années 1990 lorsqu'il était le maître à jouer de La Loretana (es), club de sa ville natale Pucallpa, avec lequel il remporte la Copa Perú en 1995. En 1998 il signe à l'Universitario de Deportes, mais n'y joue aucun match officiel (seulement un match amical face à Lawn Tennis, le 1er février 1998), de sorte qu'il est prêté au FBC Melgar d'Arequipa jusqu'à la fin de l'année. En 1999, il rejoint définitivement le FBC Melgar et y reste jusqu'en 2003. 
Après de brefs passages par l'Atlético Universidad, en 2004, suivi de l’Alianza Atlético, en 2005, Uehara revient à Pucallpa jouer en 2e division au Tecnológico Suiza en 2010. Alors que cela semblait être sa dernière expérience dans le football, il rejoint le Defensor San Alejandro en 2013 pour une dernière pige en D2.
Même si Leonardo Uehara n'a jamais disputé de matchs en équipe du Pérou, il est tout de même convoqué par Freddy Ternero dans le groupe de joueurs appelés à disputer la Copa América 1997 en Bolivie,.

## Palmarès

### En club
La Loretana (es)
- Copa Perú (1) :
  - Vainqueur : 1995.